# Michel Chaillou
Michel Chaillou (Nantes, 15 giugno 1930 – Parigi, 10 dicembre 2013) è stato uno scrittore francese.

## Biografia
Nato a Nantes il 15 giugno 1930 da genitori giovanissimi, Michel Chaillou sarà cresciuto dai nonni paterni, custodi dapprima di una cartiera a Chantenay, il quartiere operaio di Nantes, poi presso la diocesi della città. Molto forte è il contrasto tra questi modesti contadini originari della Vandea e la nonna materna, l’imprevedibile e pittoresca Alice. Costei, appartenente a una ricca famiglia di artisti di Nantes (tra cui figura il pittore Maurice Orliac, docente all’Ecole des Beaux arts della città, a sua volta figlio della ritrattista Elise Canoby-Orliac) scappò a vent’anni con un gitano, il futuro nonno di Michel Chaillou. Dopo la scomparsa del compagno, che la lasciò con due figli (Jean et Eva), Alice diventerà un personaggio dei quartieri popolari di Nantes, brocanteuse, cantante di strada, indovina. 
Chaillou frequenta dapprima la scuola elementare di Chantenay, poi un istituto religioso a Saint-Sébastien-sur-Loire dove consegue il Certificat d’études primaires.

Durante la Seconda Guerra Mondiale si trasferisce con la madre Eva, risposatasi con un medico, sulla penisola di Quiberon. Qui accade il dramma, quegli "amours de sa mère avec des militaires allemands" che segneranno profondamente la sensibilità di Michel Chaillou (si veda il racconto autobiografico 1945, Paris, Seuil, 2004). Dopo la Liberazione, lascia la Francia e sempre con la madre inizia una nuova vita –benché difficile– a Casablanca. Qui trascorre sei anni, riprende gli studi interrotti che completerà in Francia dove rientra nel 1951. Si iscrive alla facoltà di filosofia dell’Università di Poitiers e per finanziarsi gli studi fa il sorvegliante in diverse scuole della zona (Luçon, Pons, Melle, Thouars). Si laurea in filosofia e contrae un primo matrimonio nel 1955.

Nel 1957 è richiamato in Algeria. Ritornato alla vita civile dopo 28 mesi di servizio militare, ottiene il Capes de lettres modernes e insegna nel liceo femminile di Niort e poi nel liceo di Montmorillon. Nel 1960 divorzia e comincia a pensare di lasciare la provincia per stabilirsi a Parigi.

Nel 1962 è ammesso allo stage sull’audiovisivo dell’École normale supérieure de Saint-Cloud. Qui incontra Roland Barthes, e la sua futura seconda moglie, Michèle, che sposerà nel 1966 e da cui nel 1971 avrà un figlio, David Chaillou, compositore.

Dal 1963 al 1968, trasferitosi ormai definitivamente a Parigi, insegna lettere al liceo di Saint-Germain en Laye. Fino al 1970 alterna l’insegnamento con collaborazioni con la televisione francese per la quale produce alcune trasmissioni educative.

Nel 1968 esce per la casa editrice Gallimard il suo primo romanzo, Jonathamour, inserito nella collana «Le Chemin» diretta da Georges Lambrichs. Durante i « déjeuners du Chemin », nascono le prime amicizie con alcuni scrittori, tra cui : Jacques Borel, Jean-Loup Trassard, Jacques Réda, Michel Deguy, Henri Meschonnic, Ludovic Janvier, Patrick Reumaux, Pierre Lepère, Jean Roudaut, Pierre Pachet. A partire dal 1987, con la chiusura della collana, pubblicherà le sue opere presso diversi editori, fra cui Gallimard, Seuil, Fayard.
Nel 1969 insegna all’IUT di Saint-Denis. Nel 1975, ottiene un dottorato in letteratura francese all’Università di Paris VIII discutendo la tesi dal titolo «Bergerie critique (le sentiment géographique dans les premières pages de L’Astrée)» sotto la direzione di Roland Barthes. Pubblicata da Gallimard nel 1976 con il titolo Le Sentiment géographique, essa imporrà il nome di Chaillou nell’ambiente letterario. Nel 1982, invitato dall’Università di Charlottesville in Virginia (USA), tiene un corso sui romanzi dimenticati della letteratura francese del XVII secolo. Dal 1991 al 1995 insegna la letteratura francese del XVII e del XVIII secolo all’Università di Paris VIII-Vincennes.
Parallelamente all’attività d’insegnamento e alla scrittura, Chaillou ha sempre coltivato anche l’interesse per la radio. Alain Trutat lo invita a partecipare ai suoi esperimenti creativi radiofonici: numerose trasmissioni su France Culture tra il 1970 e il 2002 attestano le sue capacità di improvvisazione e una parola lirica in bilico tra scrittura e oralità (Perdus dans la mer de Weddell, Une descente imaginaire de la Volga, Histoires hantées, Avignon cœur de lion …). Dal 1973 al 1976 è membro del comitato di lettura di Radio-France e nel 1976 fa parte del laboratorio «texte-image» dell’Institut National de l’Audiovisuel (INA).

La sua attiva e vivace partecipazione alla vita letteraria fa sì che nel 1982 sia nominato primo Presidente dell’ADILC (Association de défense et illustration de la littérature contemporaine). È stato membro del comitato di lettura della rivista Po&sie di Michel Deguy e ha preso parte a diverse commissioni del Centre national des lettres. Dal 1985 al 1988 è stato consigliere letterario del Salon du livre de jeunesse di Montreuil. Nel 1989, assieme a Michel Deguy, Jacques Roubaud, Denis Roche, Florence Delay e Natacha Michel, costituisce il gruppo dell’Hexaméron.

Nel 1990, su richiesta dell’editrice Colline Faure-Poirée, crea presso Hatier una collana di storia letteraria - «Brèves littérature» - che dirige fino al 1996 (24 volumi pubblicati). Vi collaborano numerosi scrittori e ricercatori, tra i quali Jean-Noël Vuarnet, Pierre Lartigue, Bernard Cerquiglini, Pierre Lepère, Pierre Pachet, Jacques Roubaud, Patrick Chamoiseau, Jacqueline Cerquiglini-Toulet, Jean Roudaut, Henri Meschonnic, Michel Butor, Natacha Michel, Dominique Noguez...La collana riunisce autori che intrattengono un rapporto personale, intimo e vivace con la letteratura del passato.

Nel 2000, sotto l’impulso del romanziere e critico d’arte Michel Ragon, originario come lui della Vandea, si riavvicina a Nantes, sua città natale. Premiato dall’Académie de Bretagne per La Croyance des voleurs, ne diventa membro onorario nel 2005. 
L’ultimo romanzo di Michel Chaillou, L’Hypothèse de l’ombre, è stato pubblicato da Gallimard tre settimane prima della sua morte. Il suo Journal, scritto tra il 1987 e il 2012, è uscito postumo nell’aprile 2015 presso Fayard.
Dal 2004 alcuni suoi manoscritti arricchiscono un fondo presso il Dipartimento dei manoscritti della Bibliothèque nationale de France. Due manoscritti (La Croyance des voleurs e La Fuite en Égypte) sono stati donati invece alla biblioteca municipale di Nantes.

## Lo stile e la scrittura di Michel Chaillou
Costituita da una trentina di testi, l’opera di Michel Chaillou sfiora e fa suoi generi diversi. Con Jonathamour esordisce nella maniera più classicamente romanzesca. Il suo secondo libro, Collège Vaserman, inventa un teatro immaginario sotto l’egida di un capocomico dal pessimo carattere. Con Le Sentiment géographique, costruisce una “pastorale moderna” partendo dalle prime pagine de L’Astrée di Honoré d’Urfé e errando nella regione del Forez. Domestique chez Montaigne esplora un altro tempo e un altro paesaggio, la Dordogna e il XVI secolo di Montaigne. 
La diversità e l’originalità della sua scrittura hanno permesso a Sylvie Jaudeau di affermare: «Michel Chaillou, attraverso una scrittura barocca, tenta di rinnovare la tecnica del romanzo includendo nella sua pratica discipline e generi che di norma gli sono estranei: storia, biografia, teatro. »

Con La Croyance des voleurs, Chaillou inaugura un nuovo filone nella sua produzione: l’autobiografia, o piuttosto quella che lui stesso definisce la “semi-autobiografia”, tanto realtà e immaginazione si confondono in questi testi. La sua infanzia movimentata, in altri suoi testi malcelata per non dire travestita, è ora al centro di un racconto che si costruisce da un libro all’altro: la fanciullezza a Nantes (La Croyance des voleurs), l’adolescenza in Marocco (Mémoires de Melle), la giovinezza a Melle (La Vie privée du désert), il ritorno dall’Algeria (Le Dernier des Romains), per ritornare infine agli episodi che maggiormente hanno segnato la vita della sua famiglia, come ad esempio la fuga della nonna Alice (La Fuite en Égypte). Ciononostante non abbandona il racconto finzionale redigendo testi che, a seconda del momento e della sua fantasia, ambienta nel XVII secolo (Le ciel touche à peine terre), o nel Cotentin contemporaneo (Indigne Indigo), sulle isole Anglo-Normanne (La Preuve par le chien), sulla penisola di Quiberon, o nei luoghi della sua infanzia (Le Crime du beau temps, L’Hypothèse de l’ombre).

La critica ha fin da subito sottolineato l’originalità della sua scrittura, in primis Jean-Pierre Richard quando con il « parler Chaillou » ha identificato un modo tutto particolare di essere nelle e con le parole. O ancora François Bon quando afferma: «Lo definiscono la sintassi e un modo di procedere –nella lingua, s’intende. È un “promeneur”: sempre lo stesso giardino, praticamente identico, nel quale tuttavia egli si apre a tutta la letteratura, con le sue epoche, i suoi piloti (altri che gli assomigliano) .»

Lo stile è la preoccupazione costante di Chaillou, è il «sujet profond» del libro, ciò che si oppone al « sujet apparent », alla storia narrata. Il suo rapporto con la letteratura e la sua concezione della scrittura letteraria sono ampiamente e diffusamente descritti e analizzati ne L’Écoute intérieure (2007), una raccolta di interviste rilasciate al romanziere Jean Védrines, nonché nel suo Journal (2015).

## Premi e riconoscimenti
- 1989: Prix des libraires[14]
- 2002: Prix de la langue française[15].
- 2007: Grand Prix de littérature de l'Académie française per l'insieme della sua opera letteraria[16]
- È cavaliere della Légion d'honneur e Officier dans l'Ordre du mérite.

## Opere
- Jonathamour, Gallimard, coll. "Le Chemin", 1968, coll. "Folio", 1991.
- Collège Vaserman, Gallimard, coll. "Le Chemin", 1970
- Le Sentiment géographique, Gallimard, coll. "Le Chemin", 1976, coll. "L'imaginaire" 1989
- La Petite Vertu : huit années de prose courante sous la Régence, Balland, 1980 ; Seuil, coll."Fiction & Cie", 1990
- Domestique chez Montaigne, Gallimard, coll. "Le Chemin", 1983 ; coll. "L'imaginaire" 2010
- La Vindicte du sourd, Gallimard, coll. "Folio Junior" 1984, prix Korrigan
- Le Rêve de Saxe, Ramsay 1986 ; Gallimard coll."Folio" 1988
- La Croyance des voleurs, Seuil, coll."Fiction & Cie", 1989, prix des libraires 1989, prix de la Ville de Nantes, prix Vitet de l'Académie Française
- L'Hexaméron (en collaboration avec Michel Deguy, Florence Delay, Natacha Michel, Denis Roche et Jacques Roubaud), Seuil, coll."Fiction & Cie", 1990
- Petit Guide pédestre de la littérature française au XVIIe siècle : 1600-1660 (en collaboration avec Michèle Chaillou), Hatier, coll."Brèves littérature", 1990; repris sous le titre La Fleur des rues, Fayard, 2000; Pocket, 2017, coll. Agora, préface de Sophie Tonolo.
- La Rue du capitaine Olchanski : roman russe, Gallimard, coll. "L'un et l'autre", 1991
- Mémoires de Melle, Seuil, coll. "Fiction & Cie", 1993; coll. "Points" 1995, prix Hugues Rebell 1994
- La Vie privée du désert, Seuil, coll. "Fiction & Cie", 1995; coll. "Points" 1997, grand prix Poncetton de la Société des gens de lettres
- Le Colosse machinal, in collaborazione con Martin Jarrie, Nathan 1996
- Le ciel touche à peine terre, Seuil, coll. "Fiction & Cie", 1997
- Les Habits du fantôme, Seuil, 1999
- La France fugitive, Fayard 1998, Le Livre de poche, 2001, prix Cazes 1999
- Indigne indigo, Seuil, coll."Fiction & Cie", 2000; Fayard 2007, prix littéraire de la Ville de Caen
- Le Matamore ébouriffé, Fayard, 2002; Le Livre de poche, 2004
- 1945, Seuil, coll. "Fiction & Cie", 2004; La Différence 2012, prix Breizh 2004, prix Ouest, prix des audiolecteurs
- La Preuve par le chien, Fayard, 2005, prix de la Ville de Rennes
- Virginité, Fayard, 2007
- L’Écoute intérieure, neuf entretiens sur la littérature avec Jean Védrines, Fayard 2007
- Le Dernier des Romains, Fayard, 2009
- Le Crime du beau temps, Gallimard, coll. "Haute enfance", 2010
- La Fuite en Égypte, Fayard, 2011
- Éloge du démodé, La Différence, 2012
- L’Hypothèse de l'ombre, Gallimard, coll. "Haute enfance", 2014
- Journal (1987-2012), Fayard, 2015

Traduzioni:
- In italiano: Domestico in casa Montaigne, trad. di Gabriella Druidi, Milano, Coliseum, 1989
- In portoghese: A Crença dos Ladrőes, trad. di Vera Adami, Rio de Janeiro, Nova Fronteira, 1995

## Articoli e Studi critici
- Bon, François, "Chaillou : digression majeure", [en ligne] disponible sur l’adresse URL : http://remue.net/spip.php?article3204
- Braudeau, Michel, Proguidis, Lakis, Salgas, Jean-Pierre, Viart, Dominique, Le roman français contemporain, Ministre des Affaires étrangères – adpf, 2002. p. 9
- Disson, Agnès, "Une nouvelle histoire", revue Schincho (Japon), n° septembre 1999, p. 192–210
- Jaudeau, Sylvie, Dictionnaire de la Littérature française du XXe siècle, Paris, Encyclopédie Universalis-Albin Michel, 2000, p. 190–193
- Lebrun, Jean-Claude, « Michel Chaillou un artiste de contretemps », L'Humanité, 01.06.2000, [en ligne] disponible sur l’adresse URL : http://www.humanite.fr/node/228426.
- Lebrun, Jean-Claude, « Les hautes eaux du baroque », L’Humanité, 26.09.1997.
- Lebrun, Jean-Claude, « Michel Chaillou. L’année zéro », L’Humanité, 11.03.2004.
- Lebrun, Jean-Claude, « Rêveries d’un promeneur littéraire», L’Humanité, 11.12.1998, [en ligne] disponible sur l’adresse URL : http://www.humanite.fr/node/197165.
- Martin, Serge, Michel Chaillou : les vies imaginaires des voix, 12.09.2014, [en ligne] disponible sur l’adresse URL : https://ver.hypotheses.org/1173.
- Réda, Jacques, "Un songe pourtant cadastrable", in Autoportraits, Fata Morgana, 2010, p. 39–45
- Richard, Jean-Pierre, "Une géographie du trouble", in L’État des choses, études sur huit écrivains d’aujourd’hui, nrf essais, Gallimard, 1990, p. 171–198
- Rolla, Chiara, "L’Astrée selon Michel Chaillou", in Stratégie narratives 2, Le roman contemporain, a cura di Rosa Galli Pellegrini, Atti del Convegno Internazionale di Genova, Bari-Paris, Schena-Didier érudition 2002, p. 221–235
- Rolla, Chiara, "Michel Chaillou : voyageur sentimental et promeneur littéraire à la recherche d’un temps jamais perdu ", in Trois études sur le roman de l’extrême contemporain Marie Ndiaye, Sylvie Germain, Michel Chaillou, sous la direction de Rosa Galli Pellegrini, Bari, Schena, Presses de l’Université de Paris-Sorbonne, 2004, p. 121–167
- Rolla, Chiara, «Michel Chaillou: ascoltare la Storia, la Letteratura, il mondo, la vita», in Il romanzo francese contemporaneo (1980-2009), a cura di Elisa Bricco, “Nuova corrente”, 144/ 2009, p.369-399.
- Viart, Dominique, Le roman français au XXe siècle, Hachette supérieur « Les Fondamentaux », 1999, p. 131–132
- Viart, Dominique, Vercier Bruno, La littérature française au présent, La bibliothèque Bordas, 2005, p. 379–380

## Convegni
- 28-29 maggio 2015: Université d’Angers, "Michel Chaillou : une écriture en parcours", organizzato da Pauline Bruley [université d'Angers, CERIEC (EA 922)], in collaborazione con la Bibliothèque nationale de France, l'Académie littéraire de Bretagne et des Pays de Loire, l'Université du Littoral-Côte d'Opale e le Lyriades de la langue française. Interventi di Michel Deguy, Jean-Loup Trassard, Marie-Laure Prévost, Guillaume Fau, Gérard Dessons, Jean Védrines, Jérôme Roger, Bertrand Guest, Jean-Yves Paumier, Noëlle Ménard, Serge Martin, François Berquin, Camille Esmein-Sarrazin, Catherine Haman, Jean-Marie Borzeix, Pauline Bruley et David Chaillou. Gli Atti saranno pubblicati nel 2017.

- 6-7 ottobre 2016: Université du Littoral-Côte d'Opale: "Michel Chaillou, l'écriture fugitive", organizzato da Catherine Haman e François Berquin, UR HLLI EA 4030, équipe "Modalités du fictionnel", in collaborazione con l'Université d'Angers e il polo di ricerca SHS, con il sostegno di Foncifrance. Interventi di Pauline Bruley, François Berquin, Marie-Laure Prévost, Chiara Rolla, Sophie Tonolo, Jacques Neefs, Guillaume Fau, Serge Martin, Christine Prévost, Isabelle Dangy, Anita Lavernhe-Grosset e Catherine Haman. Gli Atti saranno pubblicati nel 2017 nella rivista Roman 20-50.